# Shaman (banda de Finlandia)
Shaaman es una banda de folk metal finlandesa formada en 1993, que se caracteriza por el uso intensivo de elementos nativos originales de música sami y letras en idioma sami. Los elementos más utilizados son el tambor chamánico, yoik y humppa.
El estilo musical de Shaaman es muy distintivo, especialmente en las canciones lentas, debido a su fascinante atmósfera creada por los monofónicos, "estrecha " de sonido de sintetizador haciendo el profundo contraste con el sonido amplio de la guitarra acústica, el tambor chamánico y yoik canto.
En 2003 se disolvió Shamán, y Jonne Järvelä formó Korpiklaani, con el estilo de música a un folk metal más convencional con folk / thrash y voces en lugar de yoiking. El último álbum de Shaaman, Shamániac(2002) ya aparece como gran parte del estilo de Korpiklaani futuro. De hecho, la canción, "Vuola lávlla" es similar a "Beer Beer" de Korpiklaani.

## Miembros
- Jonne Järvelä – voz, yoik, guitarra eléctrica y acústica, tambor chamánico, percusión.
- Samu Ruotsalainen – batería y bajo adicional.
- Hosse Latvala – percusión, batería.
- Veera Muhli – teclados.
- Toni Nãykki – guitarra eléctrica.
- Henri Sorvali – teclados.
- Janne G`thaur – bajo.
- Tero Piirainen – guitarra, teclados, coros.
- Juke Eräkangas – batería, teclados, coros
- Ilkka Kilpeläinen – bajo, coros.

## Discografía
- Ođđa mailbmi (demo)(1998)
- Idja (1999)
- Shamániac (2002)